# Liste des maires d'Antony
Cet article détaille la liste des maires d'Antony. Antony est une commune française, sous-préfecture du département des Hauts-de-Seine, située dans la métropole du Grand Paris en région Île-de-France. Jusqu'en 1968, Antony faisait partie du département de la Seine.

## Liste des maires
| Période           | Période                   | Identité                  | Étiquette                        | Qualité |
| ----------------- | ------------------------- | ------------------------- | -------------------------------- | --- |
| 31 janvier 1790   | 13 novembre 1791          | Pierre Saturnin Porthaux  | ...                              | ... |
| 13 novembre 1791  | 17 mars 1793              | Jean Mongarny             | ...                              | ... |
| 17 mars 1793      | 18 brumaire an IV         | Henri Gau                 | ...                              | ... |
| 18 brumaire an IV | 20 nivôse an IV           | Henri Sébastien Chartier  | ...                              | ... |
| 20 nivôse an IV   | 28 germinal an V          | Charles Trudo             | ...                              | ... |
| 28 germinal an V  | 7 janvier 1807            | Philippe Gislain          | ...                              | ... |
| 7 janvier 1807    | 28 mai 1814               | Pierre-Louis Chandoisel   | ...                              | ... |
| 28 mai 1814       | 2 mars 1816               | Urbain Stanislas Broussin | ...                              | ... |
| 2 mars 1816       | 31 janvier 1826           | Jérôme Pierre Trudon      | ...                              | ... |
| 31 janvier 1826   | 6 décembre 1834           | Alphonse Pierre Beauvais  | ...                              | ... |
| 6 décembre 1834   | 1 mai 1844                | Louis Benoist Dupin       | ...                              | ... |
| 1 mai 1844        | 25 juillet 1856           | Jules-Louis Lohier        | ...                              | ... |
| 25 juillet 1856   | 8 juin 1858               | Léopold Désiré Boudard    | ...                              | ... |
| 8 juin 1858       | 26 août 1860              | Jules-Louis Lohier        | ...                              | ... |
| 26 août 1860      | 20 juin 1871              | Jean Étienne Chauvet      | ...                              | ... |
| 20 juin 1871      | 23 janvier 1880           | Charles Cazin             | ...                              | ... |
| 23 janvier 1880   | 22 mai 1884               | Nicolas Surivet           | ...                              | ... |
| 22 mai 1884       | 4 juin 1886               | Charles Cazin             | ...                              | ... |
| 4 juin 1886       | 20 mai 1888               | Henri Chevallier          | ...                              | ... |
| 20 mai 1888       | 1 juin 1890               | Paul d'Etchéverry         | ...                              | ... |
| 1 juin 1890       | 16 mai 1896               | Louis Langlois            | ...                              | ... |
| 16 mai 1896       | 19 mai 1900               | Prosper Legouté           | ...                              | Cultivateur |
| 19 mai 1900       | 14 mai 1904               | Louis Langlois            | ...                              | ... |
| 14 mai 1904       | 16 mai 1908               | Louis Langlois            | ...                              | ... |
| 16 mai 1908       | 19 mai 1912               | Louis Langlois            | ...                              | ... |
| 19 mai 1912       | 10 décembre 1919          | Auguste Mounié            | PRRRS                            | Pharmacien |
| 10 décembre 1919  | 17 mai 1925               | Auguste Mounié            | PRRRS                            | Pharmacien Conseiller général de la Seine (1919-1929) Sénateur (1927-1940)                                                            |
| 17 mai 1925       | 12 mai 1929               | Auguste Mounié            | PRRRS                            | Pharmacien |
| 12 mai 1929       | 18 mai 1935               | Auguste Mounié            | PRRRS                            | Pharmacien |
| 18 mai 1935       | 3 décembre 1940           | Auguste Mounié            | PRRRS                            | Pharmacien |
| 3 décembre 1940   | 9 mars 1941               | absence de maire          | ...                              | ... |
| 9 mars 1941       | 27 octobre 1944           | Charles Defforge          | ...                              | Nommé maire d'Antony par le gouvernement de Vichy                                                                                     |
| 27 octobre 1944   | 13 mai 1945               | Henri Lasson              | MLN                              | Président du Comité local de la libération                                                                                            |
| 13 mai 1945       | 19 octobre 1947           | Émile Seitz               | PCF                              | Comptable |
| 19 octobre 1947   | 7 mai 1953                | André Blaise              | ...                              | ... |
| 7 mai 1953        | 27 février 1955           | absence de maire          | ...                              | ... |
| 27 février 1955   | 4 mars 1955               | Lucie Levenez             | ...                              | Nommée par le Préfet |
| 4 mars 1955       | 15 mars 1959              | Georges Suant             | SFIO                             | Professeur de lettres |
| 15 mars 1959      | 14 mars 1965              | Georges Suant             | PSA PSU                          | Professeur de lettres Conseiller général de la Seine (1959-1967) Président du conseil général de la Seine (1965-1966)                 |
| 14 mars 1965      | 21 mars 1971              | Georges Suant             | Socialiste indépendant           | Professeur de lettres Conseiller général des Hauts-de-Seine (1967-1976)                                                               |
| 21 mars 1971      | 20 mars 1977              | Georges Suant             | RPR                              | Professeur de lettres |
| 20 mars 1977      | 15 juin 1983              | André Aubry               | PCF                              | Ajusteur sénateur des Hauts-de-Seine (1968-1977) Conseiller général (1976-1988) Réélection 1983-1988 invalidée pour fraude électorale |
| 15 juin 1983      | 16 octobre 1983           | François-Noël Charles     |                                  | Président de la délégation spéciale                                                                                                   |
| 16 octobre 1983   | 30 mai 2002               | Patrick Devedjian         | RPR                              | Avocat Démissionnaire après avoir été nommé ministre                                                                                  |
| 30 mai 2002       | 23 mars 2003              | Raymond Sibille           | UMP                              | Éditeur |
| 4 avril 2003      | En cours (au 23 mai 2020) | Jean-Yves Sénant          | UMP (2008, 2014) puis LR (2020), | Cadre retraité de la SNCF |

## Pour approfondir